# Paolo Roberto
Paolo Antonio Roberto (3 de febrer de 1969 a Upplands Väsby, Comtat d'Estocolm), conegut esportivament com a Paolo Roberto, és un exboxejador suec d'origen italià. Esquerrà i de 174 cm d'altura, habitualment competia en la categoria de pes superwelter. Va ser un dels pocs boxejadors professionals suecs des de la prohibició de l'esmentat esport al país escandinau el 1970. El 2002 va ser candidat pel Partit Socialdemòcrata per ocupar un escó en el Riksdag. Després de la seva retirada de la boxa el 2003 ha treballat com a actor i presentador de televisió al seu país natal.

## Biografia

### Carrera pugilística
Paolo Roberto va debutar professionalment en la boxa el 1993. Durant la seva carrera va lluitar en dues ocasions pel campionat del món del WBC, perdent en ambdues. La primera va ser a Leganés (Espanya) contra Javier Castillejo (pes superwélter, 10 de setembre de 1999) i la segona a Lübeck (Alemanya) contra Armand Krajnc (pes wélter, 3 de novembre de 2001). El seu últim combat professional va tenir lloc el 4 d'octubre de 2003 contra el rosarino Sebastián Andrés Luján.

### Cinema, televisió i vida privada
El 1987 va treballar per primera vegada com a actor a la pel·lícula sueca The King of Kungsan (titulada en suec Stockholmsnatt). Des de llavors ha col·laborat a diverses pel·lícules i sèries de televisió, sovint interpretant-se a si mateix. El 31 de desembre de 2003 es va casar amb Lena Arrelöv, amb qui té un fill nascut el 2004, Enzo Antonio Roberto.
Després de la seva retirada de la boxa, Paolo Roberto ha protagonitzat nombroses aparicions a la televisió sueca. Entre moltes d'altres, ha participat en la primera edició de l'adaptació sueca del format televisiu Ballant amb les estrelles (Let's dance).
Paolo Roberto també apareix a diversos capítols del best seller de Stieg Larsson "La noia que somiava amb un llumí i un bidó de gasolina", part de la Trilogia Millennium. A l'esmentada obra, Roberto resulta ser l'antic entrenador de boxa de la protagonista Lisbeth Salander. L'expúgil es va interpretar a si mateix en la corresponent adaptació cinematogràfica de l'obra.